# Izabella lotaringiai hercegnő
Izabella (1400 – Angers, Anjou Hercegség, 1453. február 28.), katalánul: Isabel de Lorena, occitánul: Isabèl de Lorena, franciául: Isabelle de Lorraine, olaszul: Isabella di Lorena, németül: Isabella von Lothringen, Lotaringia uralkodó hercegnője, szicíliai (nápolyi) királyné, Anjou és Bar hercegnéje, Provence és Forcalquier grófnéja. Renátusz nápolyi király 1. felesége, VII. Károly francia király sógornője, VI. Henrik angol király anyósa, I. (Pfalzi) Rupert német király unokája, valamint II. Péter szicíliai király és Görzi Erzsébet karintiai hercegnő ükunokája.

## Élete
II. Károlynak (1364–1431), Lotaringia uralkodó hercegének, valamint Pfalzi Margit (1376–1434) német királyi hercegnőnek és rajnai palotagrófnőnek a legidősebb lánya. Anyja révén I. (Pfalzi) Rupert német király és Nürnbergi Erzsébet unokája, valamint II. Péter szicíliai király és Görzi Erzsébet karintiai hercegnő ükunokája volt.
1420. október 24-én Nancyban hivatalosan is eljegyezték Anjou Renátusz herceggel, Guise grófjával, II. Lajos címzetes nápolyi királynak és Anjou hercegének, valamint Jolán aragón infánsnőnek a másodszülött fiával, akit az anyai nagyanyjának, Bar Jolán aragón királynénak az öccse, Lajos bíboros, Bar hercege 1419-ben örökbe fogadott, és örökösévé tett a Bar Hercegségben. Miután Lotaringia örököse Izabella volt, ezzel a házassággal a két szomszédos hercegség, Lotaringia és Bar későbbi egyesülését segítették elő. Mivel a vőlegény még nem érte el a férfiaknál a házassághoz szükséges kort (14. életév), ezért ténylegesen csak 1423 körül keltek egybe. A házasságukból 10 gyermek született, de csak hárman érték meg közülük a felnőttkort.

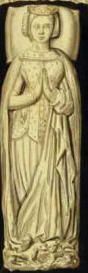
Izabella síremléke, Szent Móric Székesegyház, Angers

Férje 1430. június 23-án örökölte meg a Bar hercegséget. Fél évvel később, 1431. január 25-én pedig meghalt Izabella édesapja, II. Károly, Lotaringia uralkodó hercege, és az örökség a legidősebb lányára, Izabella hercegnőre szállt, akinek a férjét is megillette a lotaringiai hercegi cím a felesége jogán. Az örökség átvétele bonyodalmakba ütközött, ráadásul a férje ennek következtében III. (Jó) Fülöp burgundi herceg fogságába került, aki az angolok francia trónigényét támogatta Izabella sógoráéval, VII. Károlyéval szemben. A fogságban lévő férjét megerősítette a hercegség uralkodói székében Luxemburgi Zsigmond német király mint főhűbérúr 1434-ben. Ugyanebben az évben halt meg férjének a bátyja gyermektelenül mint a nápolyi trón örököse, ezért az ugyancsak gyermektelen II. Johanna (1373–1435) nápolyi királynő az Anjou Hercegség új uralkodóját, Renátuszt tette meg örökösévé és egyben Calabria hercegévé. A következő év (1435) elején meghalt II. Johanna, így a trón Renátuszra szállt. Névleg ő lett Nápoly királya I. Renátusz néven, de a fogoly király nem tudta elfoglalni a trónját. Szerencséjére az ellenlábasa, I. Ferdinánd aragón király fia, V. Alfonz (1394–1458) aragón király milánói fogságba került, ezért nem tudta ekkor még elfoglalni a trónt. Renátusz a régensséget feleségére, Izabellára ruházta, aki 1435. október 18-án bevonult Nápolyba, és régens királynéként kormányozta a királyságot férje kiszabadulásáig. I. Renátusz 1438. május 19-én érkezett Nápolyba, és vette át az ország irányítását. Ő volt az egyetlen a negyedik Anjou-ház életében, aki ténylegesen uralkodott a Nápolyi Királyságban. Az uralma nem lett hosszú életű, hiszen V. Alfonz nem adta fel a küzdelmet, és 1442. június 2-án elfoglalta Nápolyt. Renátusz király a családjával Provence-ba menekült.
Izabella 1453. február 28-án az Anjou Hercegség székhelyén, Angers-ben halt meg. Az angers-i Szent Móric Székesegyházban helyezték örök nyugalomra, és férjét is Izabella mellé temették 1480-ban. A Lotaringiai Hercegség élén fia, János követte.
Lotaringiai Mária (1515–1560) skót királyné, Stuart Mária skót királynő anyja révén a skót (1542-től, Stuart Mária trónra léptétől) és az angol (1603-tól, Stuart Mária fiának, Stuart Jakabnak az uralkodásától) királyok, valamint Lotaringiai Ferenc császár (1708-1765), III. Ferenc néven lotaringiai herceg, Mária Terézia (1717–1780) magyar királynő férje és a Habsburg–Lotaringiai-ház megalapítója is I. Izabella lotaringiai leszármazottai között szerepelnek.

## Gyermekei
- Férjétől I. Renátusz (1409–1480) nápolyi királytól, 10 gyermek:
  - János (1425–1470), Calabria hercege, II. János néven Lotaringia hercege (1453–1470), aragón trónkövetelő, felesége Bourbon Mária (1428–1448), feleségétől 4 gyermek+5 házasságon kívüli, többek között:
    - Miklós (1448–1473), I. Miklós néven Lotaringia hercege (1470–1473), aragón trónkövetelő, nem nősült meg, 1 természetes leány:
      - Margit, férje Chabannes-i IV. János, Dammartin grófja (–1503 (előtt)), 1 leány

  - Renátusz (1426–fiatalon)
  - Lajos (1427–1444), Pont-au-Mousson őrgrófja
  - Miklós (1428–fiatalon), Jolán ikertestvére
  - Jolán (1428–1483), Miklós ikertestvére, I. Jolán néven Lotaringia hercegnője (1473. július 24. – 1473. augusztus 11.), a Sion-rend nagymestere (1480–1483), férje VI. Frigyes vaudemont-i gróf (1417/28–1470), 9 gyermek, többek között:
    - II. Renátusz (1451–1508), Lotaringia hercege (1473–1508), 1. felesége Harcourt-i Johanna (–1488), elváltak, gyermekek nem születtek, 2. felesége Filippina (–1547), gelderni hercegnő, 12 gyermek, többek között:
      - (2. házasságából): I. (Jó) Antal (1489–1544), Lotaringia hercege (1508–1544), felesége Bourbon Renáta  (1494–1539) montpensier-i hercegnő, 6 gyermek, többe között:
        - I. Ferenc (1517–1545), Lotaringia hercege (1544–1545), felesége Oldenburgi Krisztina (1521–1590) dán, norvég, svéd királyi hercegnő, 3 gyermek, többek között:
          - III. (Nagy) Károly (1543–1608), Lotaringia hercege (1545–1608), felesége Valois Klaudia (1547–1575) francia királyi hercegnő, 9 gyermek+1 természetes fiú, többek között:
            - II. Ferenc (1572–1632), Lotaringia hercege (1625–1625), felesége Salmi Krisztina (1575–1627) grófnő, 6 gyermek, többek között:
              - II. Miklós (1609–1670), Lotaringia hercege (1634–1661), felesége Vaudémont-i Klaudia (1612–1648) lotaringiai hercegnő, 4 gyermek, többek között:
                - V. Károly (1643–1690), Lotaringia hercege (1661–1669), felesége Habsburg Eleonóra (1653–1697) osztrák főhercegnő, magyar, cseh királyi hercegnő, 6 gyermek, többek között:
                  - I. Lipót (1679–1729), Lotaringia hercege (1697–1729), felesége Orléans-i Erzsébet Sarolta (1697–1729) francia királyi hercegnő, 13 gyermek, többek között
                    - III. Ferenc (1708–1765), Lotaringia hercege (1729–1735), I. Ferenc néven német-római császár, iure uxoris magyar és cseh király, felesége Mária Terézia magyar királynő (1717–1780), 16 gyermek

      - (2. házasságából): I. Klaudiusz (1496–1550), Guise hercege, felesége Bourbon Antónia (1493–1583), Vendôme hercegnője, 12 gyermek+1 természetes fiú, többek között:
        - Lotaringiai Mária (1515–1560), 1. férje II. Lajos (1510–1537), Longueville hercege, 2 fiú, 2. férje V. Jakab (1512–1542) skót király, 3 gyermek, többek között:
          - (2. házasságából): I. Mária skót királynő (1542–1587)

  - Margit (1429–1482), férje VI. Henrik (1421–1472) angol király, 1 fiú:
    - Edwárd (1453–1471), walesi herceg, felesége Neville Anna (1456–1485) angol királyné (1483–1485),[3] gyermekei nem születtek

  - Károly (1431–1432)
  - Izabella (megh. fiatalon)
  - Lujza (1436–fiatalon)
  - Anna (megh. fiatalon)